# Flugvikt i boxning vid olympiska sommarspelen 1984
Resultat från boxning vid olympiska sommarspelen 1984 och herrarnas flugvikt. De 31 boxarna vägde under 51 kg. Tävlingarna arrangerades i Los Angeles.

## Medaljörer
| Klass    | Guld                | Silver                           | Brons                  |
| Flugvikt | Steve McCrory · USA | Redzep Redzepovski · Jugoslavien | Ibrahim Bilali · Kenya |
| Flugvikt | Steve McCrory · USA | Redzep Redzepovski · Jugoslavien | Eyüp Can · Turkiet     |

## Resultat

### Första rundan
| Vinnare                  | Resultat      | Förlorare              |
| Första rundan            | Första rundan | Första rundan          |
| ------------------------ | ------------- | ---------------------- |
| Peter Ayesu (MAW)        | 5-0           | Prabin Tuladhar (NEP)  |
| Oppe Pinto (PAR)         | 5-0           | Andrew Seymour (BAH)   |
| Steve McCrory (USA)      | WO            | Tad Joseph (GRN)       |
| Fausto Garcia (MEX)      | 5-0           | John Kakooza (UGA)     |
| Huh Yong-Mo (KOR)        | RSC-1         | Fayek Gobran (EGY)     |
| Efreen Tabanas (PHI)     | KO-2          | Hen Chin Ming (TPE)    |
| Seiki Segawa (JPN)       | KO-2          | Junior Ward (GUY)      |
| Eyüp Can (TUR)           | 5-0           | Bill Dunlop (CAN)      |
| David Mwaba (TAN)        | 5-0           | Chibou Amna (NIG)      |
| Jeff Fenech (AUS)        | RSC-3         | René Centellas (BOL)   |
| Pat Clinton (GBR)        | 5-0           | Leonard Makhanya (SWZ) |
| Redzep Redzepovski (YUG) | 3-2           | Sanguo Teraporn (THA)  |
| Ibrahim Bilali (KEN)     | 3-2           | Patrick Mwamba (ZAM)   |
| Alvaro Mercado (COL)     | 4-1           | Julio Gómez (ESP)      |
| Laureano Ramírez (DOM)   | RSC-2         | Oscar Carballo (ARG)   |
| José Rodríguez (PUR)     | 5-0           | Lutuma Diabateza (ZAI) |

### Andra rundan
| Vinnare                  | Resultat     | Förlorare            |
| Andra rundan             | Andra rundan | Andra rundan         |
| ------------------------ | ------------ | -------------------- |
| Peter Ayesu (MAW)        | 5-0          | Oppe Pinto (PAR)     |
| Steve McCrory (USA)      | RSC-1        | Fausto Garcia (MEX)  |
| Huh Yong-Mo (KOR)        | 4-1          | Efreen Tabanas (PHI) |
| Eyüp Can (TUR)           | 4-1          | Seiki Segawa (JPN)   |
| Jeff Fenech (AUS)        | 5-0          | David Mwaba (TAN)    |
| Redzep Redzepovski (YUG) | KO-2         | Pat Clinton (GBR)    |
| Ibrahim Bilali (KEN)     | 4-1          | Alvaro Mercado (COL) |
| Laureano Ramírez (DOM)   | 5-0          | José Rodríguez (PUR) |

### Kvartsfinaler
| Vinnare                  | Resultat      | Förlorare              |
| Kvartsfinaler            | Kvartsfinaler | Kvartsfinaler          |
| ------------------------ | ------------- | ---------------------- |
| Steve McCrory (USA)      | 5-0           | Peter Ayesu (MAW)      |
| Eyüp Can (TUR)           | 4-1           | Huh Yong-Mo (KOR)      |
| Redzep Redzepovski (YUG) | 4-1           | Jeff Fenech (AUS)      |
| Ibrahim Bilali (KEN)     | 5-0           | Laureano Ramírez (DOM) |

### Semifinaler
| Vinnare                  | Resultat    | Förlorare            |
| Semifinaler              | Semifinaler | Semifinaler          |
| ------------------------ | ----------- | -------------------- |
| Steve McCrory (USA)      | 5-0         | Eyüp Can (TUR)       |
| Redzep Redzepovski (YUG) | 5-0         | Ibrahim Bilali (KEN) |

### Final
| Vinnare             | Resultat | Förlorare               |
| Final               | Final    | Final                   |
| ------------------- | -------- | ----------------------- |
| Steve McCrory (USA) | 4-1      | Redzep Redzepovsk (YUG) |